# 泰奥格
泰奥格（Theog），是印度喜马偕尔邦Shimla县的一个城镇。总人口3754（2001年）。

## 人口
该地2001年总人口3754人，其中男性2130人，女性1624人；0—6岁人口441人，其中男245人，女196人；识字率80.13%，其中男性为82.63%，女性为76.85%。